# 1978 na Alemanha
Esta é uma cronologia dos fatos acontecimentos de ano 1978 na Alemanha.

## Eventos
- 26 de agosto a 3 de setembro: Sigmund Jähn da Alemanha Oriental torna-se o primeiro cosmonauta alemão a participar de um voo espacial.
- 30 de agosto: Os sequestradores da Alemanha Oriental fazem os ocupantes reféns do Voo 165 da empresa aérea polonesa LOT Polish Airlines no Aeroporto de Berlim-Tempelhof, na Alemanha Ocidental.